# Open Bay
Open Bay es una bahía ubicada al suroeste de Rabaul, en la costa norte de Nueva Bretaña alrededor de la península de Gazelle, en Nueva Bretaña del Oeste. La bahía está rodeada por los pueblos de Baia y Maitanakunai. Durante la administración australiana de la zona antes de la independencia de Papúa Nueva Guinea, el área fue explotada como una región productora de madera.  La Plantación Mavelo se encuentra a sus alrededores. Durante las etapas finales de la Segunda Guerra Mundial, las fuerzas australianas establecieron una línea defensiva en toda la isla entre Open Bay y Wide Bay durante la Batalla de Open Bay, entre 1943 y 1945.